# Mark Blaug
Mark Blaug (Den Haag, 3 april 1927 - Dartmouth, Verenigd Koninkrijk, 18 november 2011) was een Nederlands, later Brits econoom (genaturaliseerd in 1982), die zich in een lange carrière in een breed spectrum van onderwerpen heeft verdiept. 
In 1955 werd hij doctor aan de Columbia-universiteit in New York. Na kortere periodes in openbare dienst en bij internationale organisaties gewerkt te hebben verkreeg hij academische benoemingen aan - onder andere - de Yale-universiteit, de Universiteit van Londen, de London School of Economics en de Universiteit van Buckingham. 
Hij woonde aan het eind van zijn leven enige tijd in Leiden en werkte als gastprofessor in Nederland, met name aan de Universiteit van Amsterdam en de Erasmus Universiteit Rotterdam, waar hij ook co-directeur van CHIMES (Center for History in Management and Economics) was.
Mark Blaug heeft gedurende zijn carrière belangrijke bijdragen geleverd aan een scala van onderwerpen in de geschiedenis van het economisch denken. Afgezien van zijn waardevolle bijdragen aan de economie van de kunst en de economie van het onderwijs, is hij het meest bekend voor zijn werk aan de geschiedenis van het economisch denken. 
Ook heeft hij zich beziggehouden met de methodologische problemen en de toepassingen van de economische theorie op een reeks van  onderwerpen gaande van onderwijs tot menselijk kapitaal, de wetenschapsfilosofie en het brede toepassingsgebied van intellectuele vooruitgang. 

## Voetnoten
1. ↑  Necrologie Mark Blaug. Gearchiveerd op 24 juni 2024.

- Bibsys: 90085153
- Biblioteca Nacional de España: XX936313
- Bibliothèque nationale de France: cb11892327w (data)
- Catàleg d'autoritats de noms i títols de Catalunya: 981058527876406706
- CiNii: DA00312808
- Gemeinsame Normdatei: 119080117
- International Standard Name Identifier: 0000 0001 2142 0213
- Library of Congress Control Number: n80002928
- Nationale Bibliotheek van Letland: 000010947
- NARCIS: PRS1242173
- Bibliotheek van het Japanse parlement: 00433498
- Nationale Bibliotheek van Tsjechië: vse2005279078
- Nationale bibliotheek van Australië: 35019364
- Nationale Bibliotheek van Israël: 987007278194005171
- Nationale en Universitaire bibliotheek Zagreb: 000059656
- Nederlandse Thesaurus van Auteursnamen: 069197768
- Istituto Centrale per il Catalogo Unico: LO1V003821
- SNAC: w6rj70q7
- Système universitaire de documentation: 026732297
- Virtual International Authority File: 85273183
- WorldCat: E39PBJxGVkV3Rqh9GFkgqdT4MP